# Strachovický most
Strachovický most je postaven na  železniční trati Rakovník–Mladotice (trať číslo 162). Ve vzdálenosti přibližně 800 m od zastávky Strachovice mezi obcemi Čistá a Kožlany, na hranici katastrů Čisté a Strachovic. Překlenuje lesnaté údolí potoka Javornice. Spolu s úsekem trati byl rekonstruován a v roce 2001 znovu uveden do provozu.

## Technické údaje
Most tvoří dva klenuté oblouky na pilířích z kamene o rozpětí 12 m a střední ocelové pole příhradové konstrukce s horní mostovkou a spodním obloukem (dolnoparabolickým nosníkem) o rozpětí 57 m. Výška mostu je 25,7 m, šířka 4,3 m a celková délka mostu je 105,4 m. Most byl uveden do provozu v roce 1899, kdy se dne 9. července po něm projel první vlak jedoucí od Rakovníka a železničnímu provozu slouží dodnes. V roce 1925 byl most poprvé zpevněn pro lokomotivy řady 422.0, které vážily 49 t.
Na mostě byl natáčen film Mimořádná událost.

## Galerie

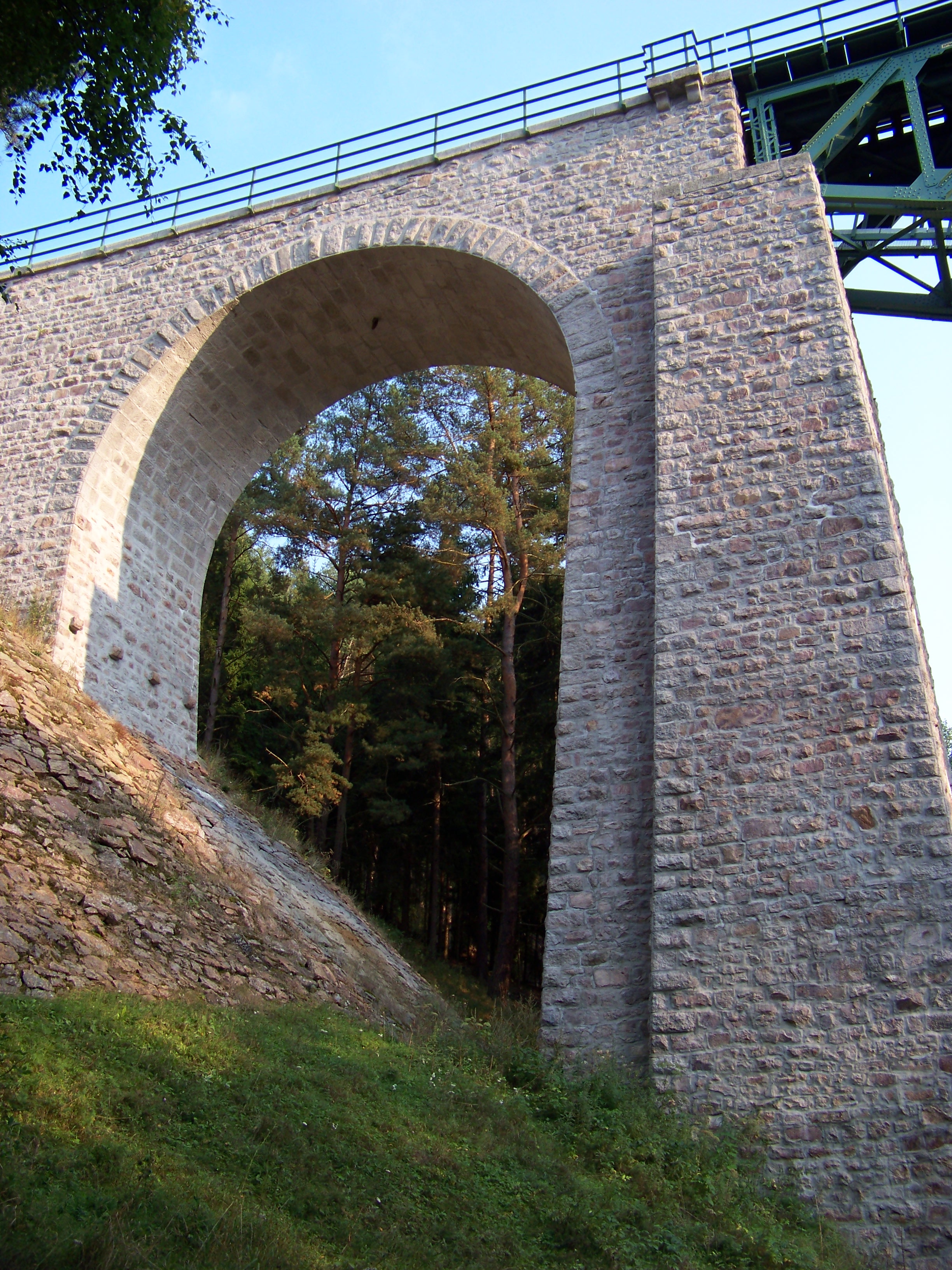
Severní strana mostu
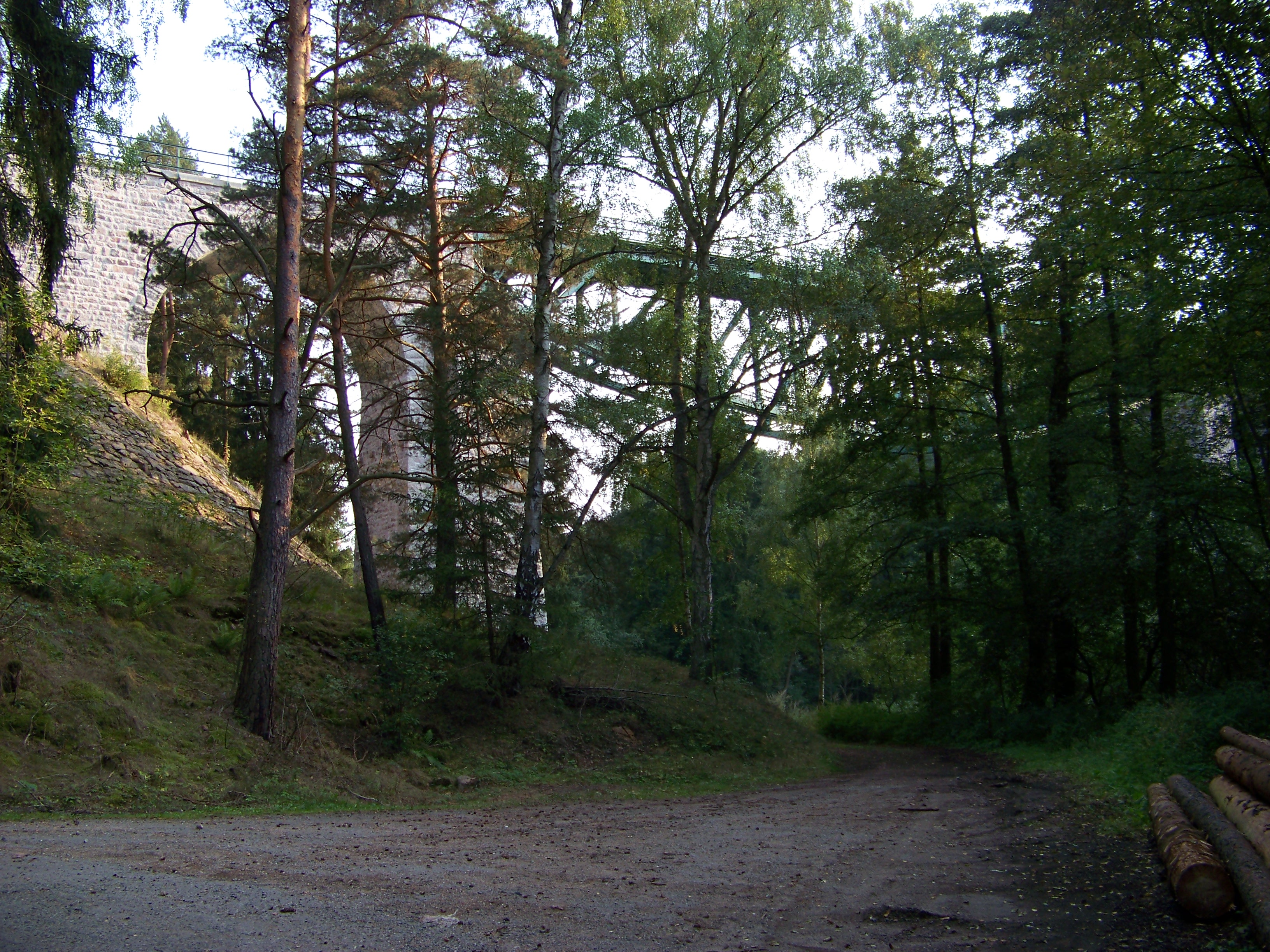
Severní strana mostu
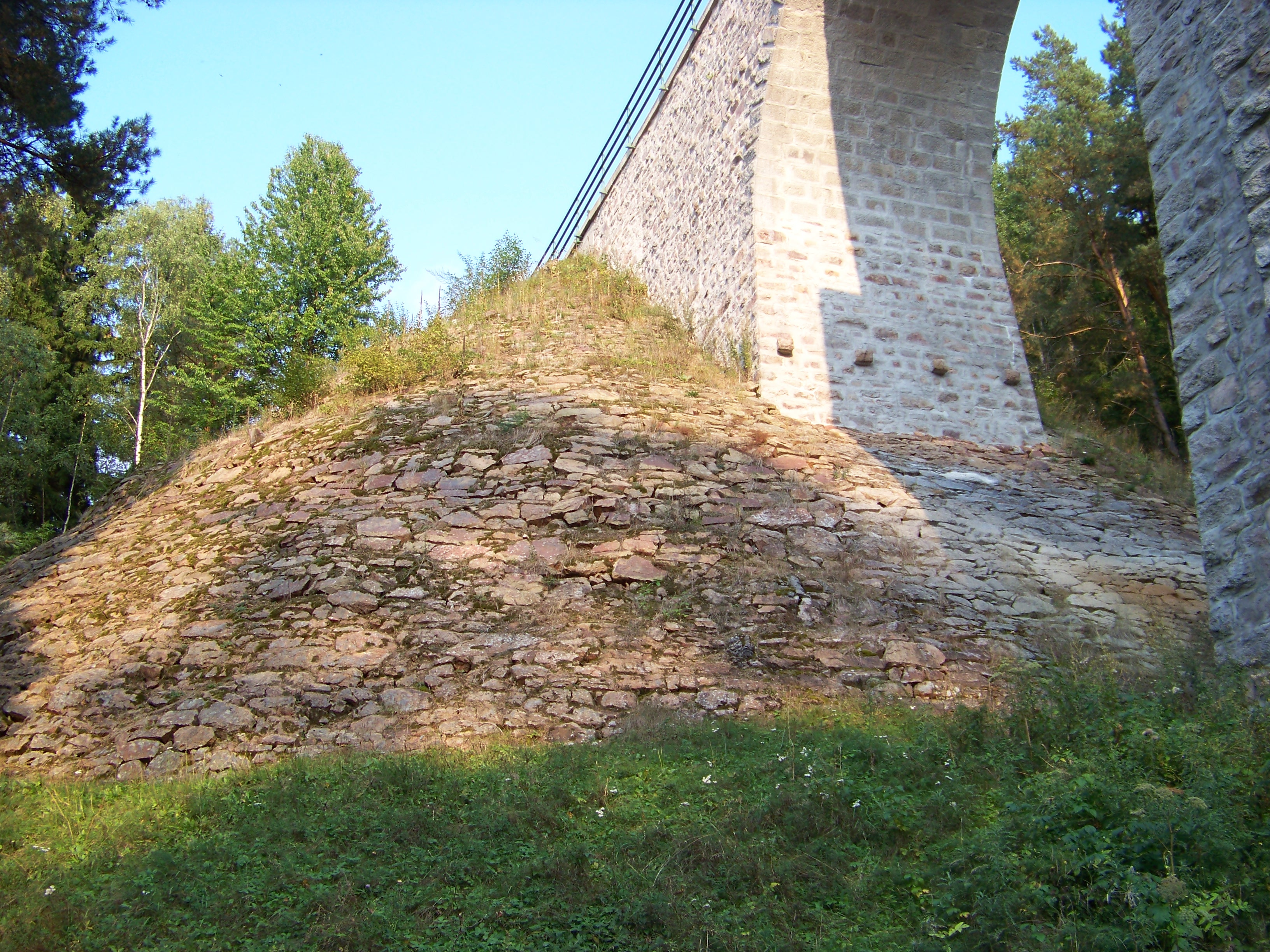
Východní konec